# Burrium
Burrium fu una fortezza legionaria della Britannia Superior, l'attuale Inghilterra meridionale; i suoi resti sono nelle vicinanze del fiume Usk, nel Monmouthshire.
Burrium venne fondata dai Romani nel 55 d.C. per ospitare la XX legione e 500 cavalieri. La protezione dell'accampamento era composta da un vallo in terra battuta e da una palizzata. Nel I secolo d.C. il forte fu la base di partenza degli attacchi contro i Siluri, una bellicosa tribù del Galles meridionale, ma nel 66 la legione fu trasferita a Viroconium e la fortezza abbandonata. Il villaggio, sede di una mansio, dopo esser diventato un deposito di ferro per l'attrezzatura delle legioni, scomparve.